# دنیس هالمن
دنیس هالمن (انگلیسی: Dennis Hallman؛ زادهٔ ۲ دسامبر ۱۹۷۵) ورزشکار هنرهای رزمی ترکیبی اهل ایالات متحده آمریکا است.